# 46-й окремий штурмовий батальйон «Донбас»
46-й окремий штурмовий батальйон «Донбас» (46 ОШБ, в/ч А3220, пп В2612) — формування Сухопутних військ Збройних сил України. Перебуває у складі 54-ї окремої механізованої бригади.
Був створений взимку 2015 року як батальйон «Донбас-Україна» на основі тих бійців батальйону «Донбас» Національної гвардії України, що забажали перейти до лав Збройних сил України.

## Історія
Батальйон «Донбас-Україна» як спецпідрозділ ЗСУ був створений згідно зі спільною директивою Міністерства оборони України та Генерального штабу Збройних сил України 17 січня 2015 року з колишніх воїнів батальйону «Донбас» Національної гвардії України..
Ініціатором переформатування був колишній в.о. командира батальйону НГУ «Донбас» полковник  В'ячеслав Вікторович Власенко («Філін»), який і став командиром 46 ОБСпП «Донбас-Україна». Начальником штабу новоствореного батальйону став підполковник Ніколов Михайло Михайлович. У лютому 2015 року на 235-му загальновійськовому полігоні у Дніпропетровській області почалося формування батальйону.[джерело?] У травні 2015 року на озброєння танкової роти батальйону надійшли зі сховища танки Т-72.[джерело?] 28 червня 2015 року батальйон склав присягу. 7 серпня після проведення бойового злагодження на військових полігонах формування батальйону остаточно завершено.[джерело?] Для підсилення підрозділ отримав два літаки СУ-25 і чотири вертольоти Мі-24, ставши таким чином єдиним батальйоном Збройних сил України такого типу, який має на озброєнні авіацію[уточнити].

### Відбуття у зону АТО
12 серпня підрозділи «Донбас-Україна» ввійшли в зону АТО. Розвідрота батальйону оперувала в районі Попасної.[джерело?][коли?] Напрям Горлівка — Клинське був в зоні оперативної відповідальності 1-ї і 2-ї штурмових рот батальйону.[джерело?][коли?]
12 листопада 2015 року батальйон в повному складі прибув до села Кримське Новоайдарського району Луганської області. Батальйон 4 місяці успішно виконував бойові завдання по стримуванню вогневої і наступальної активності противника, боротьбі з ворожими диверсійно-розвідувальними і снайперськими групами. Противником на цій ділянці розмежування був 14-й батальйон територіальної оборони «Прізрак».[джерело?] Під час виконання завдання в Кримському 3 бійців батальйону загинуло. Згідно з даними розвідки батальйону противник втратив 13 осіб загиблими і 22 пораненими.[джерело?]

### Злагодження на полігоні
18 березня 2016 року після виконання бойового завдання батальйон був виведений для поповнення і бойового злагодження із зони АТО.[джерело?] Після отримання поповнення і проведення бойового злагодження на полігонах під містом Рівне і та на загальновійськовому полігоні «Широкий лан» (Миколаївська область) батальйон отримав достатній рівень готовності для відправки в зону бойових дій.[джерело?]

### Друга ротація до зони АТО
25 травня батальйон зайшов до зони АТО. Після детального вивчення ситуації і проведення розвідки на місцевості, 2 червня підрозділи батальйону зайняли бойові позиції у смт Мар'їнка, що під Донецьком — в одній із найгарячіших точок конфлікту у 2016 році.[джерело?] Перед командуванням батальйону було поставлене бойове завдання — основні зусилля зосередити на напрямку Олександрівка, Мар'їнка, Курахове та на утриманні населеного пункту Мар'їнка. Були облаштовані ротні опорні пункти в районі 300 метрів західніше терикону, 100 метрів південніше дамби, 500 метрів південніше озера з відповідним обладнанням трьох взводних опорних пунктів (ВОП) «Гуня», «Гонта», «Гоголь». Перша штурмова рота зайняла визначений ротний пункт в районі перехрестя доріг південніше терикону на східній околиці смт. Мар'їнка з обладнанням трьох ВОПів– «Лях», «Шах», «Сірко». Друга штурмова рота зайняла визначений ротний пункт в західній частині Мар'їнки з обладнанням трьох ВОПів — «Орлик», «Мазепа», «Богун».
Противниками батальйону спецпризначення «Донбас-Україна» на цій ділянці відрізку бойових зіткнень були: 100-та мотострілецька бригада ДНР,[джерело?] 331-ша парашутно-десантна бригада РФ,[джерело?] дагестанський «спецназ» (т. зв. «мусульманський батальйон»),[джерело?] батальйон «Легіон» (ДНР),[джерело?] батальйон «пятнашка» (ДНР).[джерело?]
Починаючи з 7 червня противник почав активно «промацувати» позиції батальйону. Проявлялось це у підвищеній вогневій активності противника (до 10 обстрілів з різних видів зброї щодоби), постійних спробах прокинення диверсійно-розвідувальних груп (ДРГ) противника, діяльності ворожих снайперів. Напруженість обстановки та інтенсивність бойових зіткнень почали проявлятись і в бойових втратах серед бійців «Донбас-України». Починаючи з 10 червня батальйон медична служба батальйону була змушена надавати допомогу пораненим. Один з епізодів, які великою мірою характеризують небезпечну місію медиків на війні стався 17 червня. Отримав поранення військовослужбовець батальйону (солдат Юрій Лясківський), під час його евакуації були поранено ще двоє працівників медичної служби батальйону (капітан Олександр Терен, солдат Микола Руденко).
Після активного промацування противник зробив декілька спроб знищити командний пункт (КП) «Карабін». Так, зокрема 14 липня — КП «Карабін» був обстріляний 120-мм (50 пострілів) і 152-мм (30 пострілів) мінометами. Після невдалих спроб дезорганізувати роботу штабу противник вирішив спробувати захопити взводні опорні пункти безпосередньо на лінії активного вогневого зіткнення. 23 липня відбувся штурм (спроба захоплення) ВОП «Сірко» силами 50 бойовиків. Штурм відбито. Противник поніс втрати у кількості до 10 чоловік. В той же день відбулась спроба штурму ВОП «Гонта» силами 30 чоловік. Штурм відбито. Втрати противника — до 5 чоловік вбитими і пораненими.[джерело?]
25 липня — ворожий штурм ВОП «Гуня» силами до 30 осіб. Штурм відбито. Противник поніс втрати в кількості до 10 чоловік вбитими і пораненими. В той же день — ворожий штурм ВОП «Сірко» та «Шах» силами до 40 осіб. Завдяки злагодженим діям бійців обох ВОПів противник відступив понісши втрати до 15 осіб.[джерело?]
28 липня — ворожий штурм ВОП «Гонта» і «Гуня» силами до 40 осіб. Штурм відбито. Противник поніс суттєві втрати — до 20 вбитими і пораненими.[джерело?]
30 липня — ворожий штурм ВОП «Гуня» і «Сірко» силами до 60 осіб. З маневруваннями і обстрілом ВОП «Мазепа», ВОП «Гоголь». Штурм відбито.[джерело?]
13 серпня — обстріл зі 120 мм і 150 мм артилерії КП «Карабін». Загалом випущено до 70 мін.[джерело?]
Після невдалих штурмів ВОПів і малорезультативних обстрілів важкими мінометами КП «Карабін», противник поніс серйозні втрати в живій силі і, очевидно, був деморалізований. Попри це обстріли позицій батальйону з різних видів зброї тривали практично щодоби, іноді по кілька обстрілів на день. Але інтенсивність спроб проникнення ДРГ противника значно спала. Щодо прямих спроб штурму позицій, то таких в цей період практично не було. Тим не менше, застосування під час обстрілів з боку противника важкої зброї призводило до численних поранень і, навіть, до загибелі бійців батальйону «Донбас-Україна».[джерело?]
З 1 вересня 2016 року в зоні протистояння настав т. зв. «режим тиші». Виявилось це не в повному припиненні вогню, а лише в зменшенні інтенсивності обстрілів. Через те, що спостерігачі з моніторингової місії ОБСЄ здебільшого працювали вдень, то противник концентрувався на обстрілах в нічну пору. Противник в цей час додатково широко використовував прилади безшумної стрільби (ПБС).
З 1 жовтня режим припинення вогню був завершений, що вилилось в посиленні збройного протистояння в Мар'їнці. Проте пристріляність позицій ворога, стратегічна ініціатива і моральна перевага — всі ці фактори були уже на боці бійців батальйону «Донбас-Україна». Тому кінцівку свого перебування у Мар'їнці батальйон провів у хоч і позиційних, проте результативних, з точки зору нанесення бойових втрат противнику, боях. Так зокрема 7 жовтня 2016-го року під час нічного бою, внаслідок влучання в приміщення казарми противника було знищено 12 і поранено 35 бійців противника. Подібно, але з меншою інтенсивністю бойових дій, батальйон провів і решту днів свого перебування у Мар'їнці. Загалом батальйон «Донбас-Україна» виконав поставлене перед ним завдання по утриманню позицій в смт. Мар'їнка.
В Мар'їнці батальйон «Донбас-Україна» отримав унікальний і надзвичайно корисний досвід збройних зіткнень в умовах міського бою, відпрацьовував протидиверсійну і антиснайперську тактику. Характерною особливістю підрозділу стало те, що відсоток мобілізованих був на той момент чи не найнижчим зі всіх бойових підрозділів ЗСУ. Один з важливих факторів позитивної внутрішньої вмотивованості бійців батальйону спецпризначення «Донбас-Україна» вилився у високі бойові показники. У Мар'їнці батальйон провів 145 діб, при цьому зазнав 170 офіційно зафіксованих обстрілів з різної зброї (стрілецька, міномети, артилерія), відбив 6 штурмових спроб захоплення  позицій, знищив: НОНА — 1, БТР-80 — 1, САУ — 2, БМП — 2, автотехніка противника — 5 одиниць. Ворогу було завдано втрат в живій силі — 250 загиблих, 400 — поранених.
5 військовослужбовців батальйону загинуло, більше 60 — отримали поранення, з яких 51 чоловік повернувся до строю.
23 грудня 2016 року 46-й батальйон «Донбас Україна» зайняв передові позиції на одній з «найгарячіших» точок на «Світлодарській дузі».

## Пункт постійної дислокації
Після успішного виконання бойового завдання в Мар'їнці батальйон «Донбас-Україна» 19 жовтня 2016-го року покинув зону АТО і, після 4-х добового маршу, прибув до майбутнього пункту постійної дислокації (ППД) у місто Лозова Харківської області.[джерело?]
Станом на середину листопада 2016 року батальйон спеціального призначення ЗСУ «Донбас-Україна» здійснює облаштування майбутнього ППД у м. Лозова Харківської області, проводить докомплектацію особового складу батальйону, а також бере участь в інших заходах, які передують відправці бойових підрозділів ЗСУ в зону АТО.[джерело?]
З 26 листопада 2016 року батальйон спецпризначення «Донбас-Україна» відбуває до одного із загальновійськових полігонів для бойового злагодження перед відправкою в зону бойових дій.[джерело?]

## Озброєння
Батальйон має на озброєнні:
- танки Т-72
- бойові машини піхоти БМП-1 і БМП-2
- броньовики БРДМ і БРДМ «Конкурс»
- 122-мм гаубиці Д-30
- 120-мм міномети 2Б11
- ЗУ-23 на базі БТС;
- танковий тягач БТС-4

Особовий склад озброєний АКМТК (аналог Автомат Калашникова модернізований), Ручний кулемет Калашникова, ПКМ, ДШК, гранатометами РПГ-7, АГС-17 «Полум'я», СПГ-9 «Спис» і РПГ-18 «Муха», зокрема і вдосконаленими самотужки в польових умовах. Сержантський і офіцерський склад батальйону додатково озброєні пістолетами ПМ і ПС.
Завдяки допомозі однойменного фонду «Донбас-Україна» батальйон використовує для ведення розвідки сучасні БПЛА.

## Втрати
| Прізвище, ім'я, по батькові       | Військове звання | Дата загибелі       | Обставини загибелі |
| --------------------------------- | ---------------- | ------------------- | --- |
| Максименко Ігор Павлович          | капітан          | 21 листопада 2015   | Загинув під час обстеження території північніше «Бахмутської траси», поблизу села Кримське (Новоайдарський район) Луганської області, внаслідок підриву на осколково-загороджувальній міні. |
| Ключка Віталій Володимирович      | старший сержант  | 25 серпня 2016      | Загинув в районі міста Мар'їнка (Донецька область) внаслідок обстрілу з СПГ. |
| Крючков Віктор Леонідович         | молодший сержант | 21 листопада 2015   | Загинув під час обстеження території північніше «Бахмутської траси», поблизу села Кримське (Новоайдарський район) Луганської області, внаслідок підриву на осколково-загороджувальній міні. |
| Григорович Іван Станіславович     | старший солдат   | 21 липня 2016       | Загинув внаслідок осколкового поранення на взводному опорному пункті роти розвідки біля м. Мар'їнка (Донецька область), відбиваючи напад ворожої диверсійно-розвідувальної групи.           |
| Давиденко Олексій Олександрович   | солдат           | 24 листопада 2015   | Загинув під час виконання бойового завдання в районі с. Кримське, Новоайдарський район, Луганська область.                                                                                  |
| Матросов Вадим Петрович           | солдат           | 8 вересня 2016      | Загинув ввечері в районі міста Мар'їнка (Донецька область) внаслідок мінно-вибухових травм під час обстрілу з АГС.                                                                          |
| Бурба Євген Володимирович         | солдат           | 9 вересня 2016      | Загинув на передових позиціях батальйону, в районі міста Мар'їнка (Донецька область), під час обладнання взводно-опорного пункту внаслідок спрацювання вибухового пристрою.                 |
| Дунаєвський Сергій Михайлович     | солдат           | 14 липня 2016       | Загинув близько другої години ночі внаслідок артилерійського обстрілу передових позицій ЗСУ поблизу м. Мар'їнка Донецької області, отримавши два проникаючі смертельні поранення в спину.   |
| Цинкуш В'ячеслав Іванович         | старший солдат   | 6 лютого 2017       | Помер від травм отриманих напередодні внаслідок нещасного випадку під час експлуатації військової техніки в районі с. Кодема (Донецька область).                                            |
| Миронов Михайло Павлович          | солдат           | 10 березня 2017     | Дістав смертельне поранення під час масованого ворожого артилерійського обстрілу передових позицій на «світлодарській дузі», поблизу селища Новолуганське (Донецька область).               |
| Писаренко Владислав В'ячеславович | солдат           | 27 березня 2017     | Загинув під час виконання бойового завдання з обстеження території, внаслідок підриву на невідомому вибуховому пристрої на «світлодарській дузі» біля с. Новолуганське (Донецька область).  |
| Наріжний Максим Сергійович        | солдат           | 27 березня 2017     | Загинув під час виконання бойового завдання з обстеження території, внаслідок підриву на невідомому вибуховому пристрої на «світлодарській дузі» біля с. Новолуганське (Донецька область).  |
| Іванушкін В'ячеслав Вадимович     | старший солдат   | 7 серпня 2017       | під час обстрілу ворожим снайпером позиції ротного опорного пункту в районі міста Мар'їнка.                                                                                                 |
| Зейлик Володимир Миколайович      | солдат           | 8 серпня 2017       | на бойовій позиції батальйону в районі міста Мар'їнка, під час обстрілу ротного опорного пункту та веденні вогню у відповідь                                                                |
| Роговий Олександр Іванович        | сержант          | 8 серпня 2017       | Курахове |
| Анадимб Володимир Борисович       | старший солдат   | 10 січня 2018       | Новолуганське |
| Козак Ярослав Васильович          | старший сержант  | 1 лютого 2018       | Трагічно загинув в районі с. Зайцеве (Бахмутський район) |
| Кушнір Юрій Миколайович           | сержант          | 18 лютого 2018      | помер від поранень |
| Перепелиця Сергій Леонідович      | солдат           | 21 квітня 2018      | підірвався на фугасі під Горлівкою |
| Червона Яна                       | старший солдат   | 2 квітня 2019       | у результаті ворожого обстрілу українських позицій гаубицями калібру 152 мм |
| Мілютін Олександр Анатолійович    | молодший сержант | 2 квітня 2019       | у результаті ворожого обстрілу українських позицій гаубицями калібру 152 мм |
| Безверхній Антон Вікторович       | солдат           | 14 травня 2019      | від кулі російського снайпера біля Новозванівки |
| Стребіж Світлана Іванівна         |                  | 17 липня 2019       | онкозахворювання |
| Терехов Ігор Сергійович           |                  | 22 серпня 2019      | від гострої серцевої недостатності |
| Грицишин Віталій Зіновійович      | старший солдат   | 5 вересня 2020 року | внаслідок підриву на ворожому вибуховому пристрої під час гасіння пожежі |
| Хоменко Володимир Петрович        | старший сержант  | 5 вересня 2020 року | внаслідок підриву на ворожому вибуховому пристрої під час гасіння пожежі |
| Колядич Віктор Дмитрович          | рядовий          | 31 серпня 2022 року | поблизу населеного пункту Сухий Ставок Херсонської області |

## Традиції

### Назва
5 грудня 2019 року батальйону присвоєне почесне найменування «Донбас», повна назва: 46-й окремий штурмовий батальйон «Донбас».

### Символіка
23 лютого 2019 року Начальник ГШ ЗСУ Віктор Муженко офіційно затвердив нову емблему бригади.
В емблемі батальйону «Донбас» зображено в чорному полі золотого сокола в леті, обриси якого нагадують тризуб. Нарукавний знак батальйону створено на основі емблеми батальйону спеціального призначення Національної гвардії України «Донбас», ветерани якого склали основу 46 батальйону ЗСУ.
6 грудня 2019 року 46-й окремий штурмовий батальйон 54-ї окремої механізованої бригади Сухопутних військ Збройних сил України отримав бойовий прапор.

### Власні відзнаки
З метою відзначення кращих бійців батальйону 6 жовтня 2016 року запроваджено внутрішню відзнаку «Гордість батальйону „Донбас“». Згідно з наказом командира батальйону полковника В'ячеслава Власенко відзнакою нагороджуються кращі бійці батальйону «Донбас-Україна» та інші особи, які надали батальйону значну допомогу.[джерело?]

## Командування
Командири
- полковник Власенко В'ячеслав Вікторович
- підполковник Щербаков Сергій Валерійович

Начальники штабу
- (17.02.2015 — 25.04.2016) підполковник Ніколов Михайло Михайлович
- (з 04.05.2016) підполковник Гетьман Василь Анатолійович
- (з 2021) капітан Снігир Євген Миколайович

Заступники
- (2017) полковник Кольцов Валерій Геннадійович